# Jorge Campos Asensi
Jorge Campos Asensi (Palma de Mallorca, 3 de febrero de 1975) es un abogado y político español. Desde 2023 es diputado por Vox en el Congreso de los Diputados en representación de la circunscripción de Mallorca.

## Biografía
Campos Asensi nació en Palma de Mallorca en 1975. Tras licenciarse en Derecho en la Universidad de Las Islas Baleares (1998) realizó un máster en Gestión Ambiental y Desarrollo Sostenible en la Universidad de Valencia, y cursó estudios en Derecho Comunitario en la Fundación Antonio Maura y el Aula de Estudios Europeos. Es especialista en Derecho Educativo.
En su carrera laboral ha sido abogado, asesor jurídico, auditor y analista de riesgos en una agencia de seguros.
En 1999 fundó el Círculo Balear, una organización  anticatalanista.Desde ella, defendió la permanencia del monumento franquista de Sa Feixina, la idea de que el balear es una lengua distinta al catalán y se querelló contra el rapero Valtònyc.
En 2007 ingresó en el Partido Popular, donde formó parte del sector más cercano al nacionalismo español vinculado a Carlos Delgado. Bajo su mandato fue director de la Oficina contra el Cambio Climático de Calvià entre 2007 y 2011, y director de la Fundación Balears Sostenible en el Gobierno de José Ramón Bauzá. En mayo de 2012 abandonó la Fundación por discrepancias.
Tras diez años de militancia en el PP, en 2018 convirtió Círculo Balear en el partido Actúa Baleares (AB). En junio de ese año, el partido formó una coalición con Vox, y el año siguiente obtuvo tres diputados en las elecciones autonómicas, entre ellos Campos Asensi. Como diputado, manifestó su oposición al feminismo, el islamismo y el independentismo catalán, y defendió la pervivencia de las corridas de toros en las islas.
En 2020 Actúa Baleares se integró en Vox.En 2023 Campos Asensi fue elegido diputado en el Congreso de los Diputados por Vox en la circunscripción de Mallorca.Ese año se incorporó al Patronato de la Fundación DENAES.

## Controversias
En febrero de 2024, en el contexto de la crisis interna de Vox Baleares, se filtró a la prensa un documento que acusaba a Campos Asensi de lucrarse con el partido, gestionarlo de forma no democrática y grabar conversaciones con líderes del partido. El texto, atribuido a la entonces Presidenta del partido Patricia de las Heras, fue desmentido por el diputado, que aseguró que denunciaría a sus autores.
En julio de 2024 Campos Asensi presentó una querella criminal contra Alvise Pérez por un posible delito de delitos de odio, contra la integridad moral y revelación de secretos por publicar fotos de la vida privada suya. Se rechazó las de delito de odio y la integridad moral. Sin embargo si se apreció indicios de una infracción de revelación de secretos. A finales de abril de 2025 la causa fue enviada al Tribunal Supremo.